# Guido delle Colonne

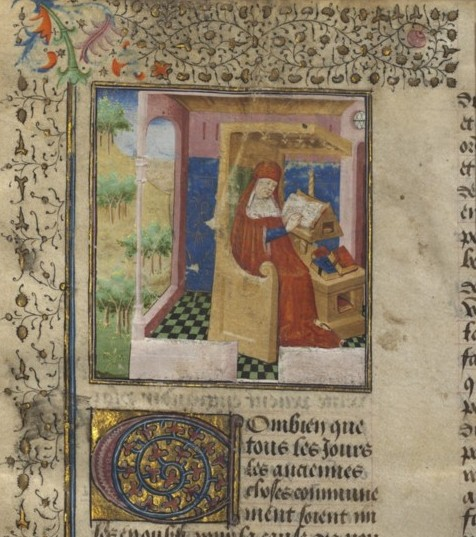
Guido delle Colonne in zijn studeerkamer,miniatuur uit een anonieme Franse vertaling van Historia destructionis Troiae, 15e eeuw, Bibliothèque nationale de France

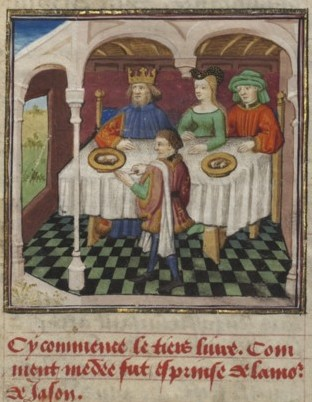
Jason aan tafel met Aietes en Medea, miniatuur uit een Franse anonieme vertaling van Historia destructionis Troiae, 15e eeuw, Bibliothèque nationale de France

Guido delle Colonne (Rome of Messina, ca. 1210 – ca. 1287) was een 13e-eeuwse Siciliaanse jurist, dichter en auteur van verscheidene Latijnse kronieken en histories. Zijn Latijnse versie over de val van Troje, Historia destructionis Troiae, was zeer belangrijk voor de overlevering van de legende van Troje in de Italiaanse en Engelse literatuur.

## Leven
Over het leven van Guido delle Colonne zijn er slechts enkele documentaire sporen te vinden in de periode van 1243 tot 1280. Zo was hij van 1257 tot 1280 rechter in Messina. Waarschijnlijk schreef hij zijn beroemdste werk Historia destructionis Troiae in opdracht van Matteo della Porta, de toenmalige bisschop van Palermo. Hij voltooide dat werk in 1287.
Guido vergezelde Eduard I, toen die gewond van de Negende Kruistocht terugkeerde naar Engeland en daar de dood van zijn vader Hendrik III vernam. Volgens een Engelse kroniekschrijver was hij nog steeds in leven tijdens het pausdom van Nicolaas IV (1288-1292).

## Oeuvre
Guido delle Colonne was de laatste dichter van de Siciliaanse school, een groep van vroeg Italiaanse dichters die in hun volkstaal schreven en die verbonden waren met de rondreizende hofhouding van keizer Frederik II van Hohenstaufen en zijn zoon Manfred. Imitatie was het fundamentele kenmerk van deze school, waartoe onder anderen koning Enzo van Sardinië, Pier delle Vigne, Inghilfredi, Guido and Odo delle Colonne, Jacopo d'Aquino, Rugieri Pugliese, Giacomo da Lentino, Arrigo Testa, Mazzeo Ricco, Perceval Doria, en Frederik II zelf behoorden. Deze dichters hielden halsstarrig vast aan de ideeën van ridderlijkheid. Over wat ze in hun hart voelden schreven ze niet, want ze hadden een hekel aan de realiteit. Ze waren hoofdzakelijk begaan met het zo goed mogelijk kopiëren van de poëzie van de Provençaalse troubadours, die op dat moment reeds in verval raakte.

### Gedichten
Hoewel zijn inspiratie dus veeleer beperkt is, is zijn poëzie uitstekend van vorm en zijn beeldspraak complex. Twee van zijn gedichten, Gioiosamente canto en Amor che lungiamente m'ài menato werden geciteerd door Dante Alighieri in De vulgari eloquentia. Dante noemde hem daarin 'de rechter van Messina'. In de 19e eeuw vertaalde dichter - schilder Dante Gabriel Rossetti Amor che lungiamente en gaf het de titel To Love and to His Lady (Tot de liefde en tot zijn dame).
Er zijn vijf Italiaanse gedichten of canzoni van hem overgebleven:
- La mia gran pena e lo gravoso affanno
- Gioiosamente canto
- La mia vit' è si fort' e dura e fera
- Amor, che lungiamente m'ài menato
- Ancor che l'aigua per lo foco lassi

### Historia destructionis Troiae
Belangrijker dan zijn poëzie is de Historia destructionis Troiae (Geschiedenis van de vernietiging van Troje), een werk dat hij in 1287 voltooide. Het is geschreven in Latijns proza en het bestaat uit eenendertig boeken. Zelf beweerde Guido dat het gebaseerd was op De excidio Trojae historia van Dares Phrygius en op Ephemerides belli Trojani van Dictys Cretensis, twee ooggetuigen van de val van Troje. Onderzoek heeft echter aangetoond dat het in feite een verkorte versie is van het Anglo-Normandische dichtwerk Roman de Troie van Benoît de Sainte-Maure, die zijn Franse gedicht zelf baseerde op de Historia van Dares. Guido nam zelfs foutieve namen van hem over. De levendigheid en de poëzie van het origineel gingen verloren, maar Guido voegde er wel geleerde uitweidingen en morele reflecties aan toe. Dit werk werd zeer populair in heel Europa en zorgde ervoor dat de legende van Troje werd overgeleverd in de literatuur. Maar Guido vermeldde Benoît nergens als bron, waardoor die soms zelf als imitator van Guido beschouwd werd. De immense populariteit van het boek van Guido delle Colonne wordt aangetoond door de grote hoeveelheid overgeleverde manuscripten. Zowel de Bibliothèque Nationale de France als het British Museum bezitten meer codices van het werk van Guido dan van Benoît.

#### Vertalingen
- Omstreeks 1392 vertaalde Hans Mair van Nördlingen de Historia in het Duits.
- Twee Italiaanse vertalingen werden gemaakt door respectievelijk Filippo Ceffi (1324) en Matteo Beliebuoni (1333).
- In de 14e en het begin van de 15e eeuw verschenen er vier versies in Engeland en Schotland.
  - Daarvan is het Troy Book van John Lydgate het bekendste. Hij schreef het tussen 1414 en 1420 en gebruikte daarbij zowel Franse als Latijnse teksten.
  - Een vroegere en anonieme weergave bevindt zich in Oxford en staat bekend als Bodleian MS. Laud Misc. 595.
  - Omstreeks 1390 werd Gest Hystoriale of the Destruction of Troy geschreven in een noordelijk dialect.
  - Een 15e-eeuwse Schotse versie werd geschreven door een zekere Barbour. Dit was niet de dichter John Barbour.

- In 1479 gaf de Goudse drukker Gheraert Leeu een vertaling in Middelnederlands proza uit, in de druk gepresenteerd als de Historie van Troyen als si bescreven is bi den rechter Guidonem vander Columnen. Leeu sloot zijn boek af met een vrij getrouwe proza-weergave van Jacob van Maerlants bewerking van Vergilius' Aeneis, hier evenwel zonder zijn bron te vermelden.

- In 1496 gaf Rolant van den Dorpe een Middelnederlandse vertaling van het werk van Guido delle Colonne uit onder de titel Hier beghint Die hystorye vander destrucyen van Troyen: hoesy ghewonnen en[n] verdoruen wart vanden Gryecken en[n] oec wort in desen boecke v[er]claert die grote amorueselijcke liefde va[n] Troylus des conincx Priams van Troye[n] kint en[n] van Bryseda Calcas dochter welc dat een v[er]rader was.

#### William Caxton
De uitvinding van de boekdrukkunst gaf een nieuwe impuls aan de verspreiding van het werk van Guido delle Colonne.
William Caxton, de eerste Engelse drukker, vertaalde de Historia destructionis Troiae in het Middelengels en hij gebruikte daarvoor de Franse vertaling van Raoul Lefèvre. Omstreeks 1474 publiceerde hij het in Brugge met als titel The Recuyell of the Hystoryes of Troyes. Dit was het eerste boek dat Caxton drukte en tevens het eerste gedrukte boek in de Engelse taal.

#### Invloed op Geoffrey Chaucer
In het hoofdstuk The Legend of Hypsipyle and Medea van The Legend of Good Women citeert Geoffrey Chaucer Guido delle Colonne als een van zijn bronnen voor het verhaal over Jason, dat in het eerste boek van de Historia wordt verteld.
In Tessalye as Guido telleth us— LGW 1396
In Thessalië zoals Guido ons vertelt
Hij schrijft ook dat Guido niets vermeldt over de avonturen van Jason met Hypsipyle:
Al be this nat rehersed of Guido— LGW 1464
Hoewel dit niet wordt verteld door Guido
In tegenstelling tot Chaucer, die een afkeer van Jason bleek te hebben, spitste Guido delle Colonne zich toe op de avonturen van Jason en Medea, die hij portretteerde als het voorbeeld van de verdorven vrouw.
Ook in The House of Fame vermeldde Chaucer hem:
And Guydo eke de Columpnis— The House of Fame III 379
En ook Guide de Columnis

### Andere werken
Volgens Dante Aligieri schreef Guido delle Colonne tijdens een verblijf in Engeland een Chronicon Magnum en een Historia de regibus et rebus Angliae over de geschiedenis van de koningen en gebruiken in Engeland. Tot nu toe is er echter geen spoor van die werken gevonden, noch van documentaire bewijzen van dat verblijf in Engeland.
- Biblioteca Nacional de España: XX1001434
- Bibliothèque nationale de France: cb121757931 (data)
- Catàleg d'autoritats de noms i títols de Catalunya: 981058516193006706
- Digitale Bibliotheek voor de Nederlandse Letteren: colu008
- Gemeinsame Normdatei: 118543423
- International Standard Name Identifier: 0000 0001 0929 0786
- Library of Congress Control Number: n50033870
- Bibliotheek van het Japanse parlement: 00912991
- Nationale Bibliotheek van Tsjechië: ola2002158702
- Nationale Bibliotheek van Israël: 987007259933905171
- Nederlandse Thesaurus van Auteursnamen: 072260750
- Istituto Centrale per il Catalogo Unico: CFIV019181
- LIBRIS: 357512
- Système universitaire de documentation: 030317231
- Virtual International Authority File: 100902725